# 로타링기아 왕국
로타링기아 왕국(Lotharingia, Lotharii Regnum, 로타르의 나라 라는 뜻)은 메르센 조약을 체결한 뒤 로타르 1세가 차지한 영토 중 북부 지방에 해당된다. 수도는 로렌이었다. 북으로는 북해, 서쪽으로는 솜강, 뫼즈와 스켈다강(Scheldt)의 입 가입 선으로 동쪽으로는 베셀과 리노강, 남쪽으로는 이탈리아와의 경계선에 있었다.

## 개요
843년 베르덩 조약으로 프랑크 왕국이 분할되면서 중프랑크 왕국이 탄생했다. 이때 로타르 1세는 황제위와 로타링기아, 이탈리아, 프로방스, 부르고뉴 와 아우스트라시아의 일부, 프리슬란트를 차지했다. 855년 로타르 1세는 다시 자신의 아들들에게 중프랑크 왕국의 영토를 나누어 주었으며, 프로방스와 부르고뉴는 프로방스의 샤를에게, 로타링기아는 아들 로타르 2세에게 넘겨주었다. 이로써 로타링기아 왕국이 독립된 국가가 된다.
869년 로타르 2세에게 아들 위그가 있었으나 독일인 루트비히와 대머리왕 카를이 위그를 제치고 로타링기아를 분할하였다. 870년 메르센 조약으로 카를이 차지한 땅은 루이 2세에게, 독일인 루트비히가 차지한 땅은 프랑크의 루트비히 3세에게 계승되었다.
877년 카를 2세의 아들 루이 2세와 독일인 루트비히가 차지한 땅은 프랑크의 루트비히 3세 사이에 이때 분할된 영역을 확정짓는 조약이 878년 체결되었으나 루이 2세가 갑자기 사망하자 프랑크의 루트비히 3세는 군사를 이끌고 로타링기아를 병합하였다.
프랑크의 루트비히 3세와 서프랑크의 루이 3세, 샤를로망 형제는 프랑크의 루트비히 3세가 당시까지 점령한 지역을 인정하고, 프랑크의 루트비히 3세의 당시 점령지에서 영토를 정하는 조약을 재 체결하였다. 이후 로타링기아는 재통합되었다.
비만왕 카를에 이은 아르눌프 폰 케른텐은 895년 서프랑크 왕국과 외드, 서프랑크의 샤를 3세 생쁠을 두루 감시할 목적으로 자신의 서자 츠벤티볼트를 로타링기아의 국왕으로 봉하고 파견하였다. 그러나 로타링기아의 귀족들은 츠벤티볼트가 서출이라는 이유로 군주로 인정하지 않았고, 츠벤티볼트는 즉위 초 전후복구 정책과 함께 일부 귀족들에게 세금을 거두었으나 이를 꺼리던 로트링겐 귀족들과 갈등 끝에 900년 살해당하고, 로타링기아의 귀족들은 자치권을 인정하는 조건으로 동프랑크의 왕 유아왕 루트비히를 왕으로 받들었다. 
911년 유아왕 루트비히가 후계자 없이 사망하자, 로타링기아의 귀족들은 서프랑크의 서프랑크의 샤를 3세 생쁠을 왕으로 추대하였다. 그러나 923년 서프랑크의 샤를 3세 생쁠는 네우스트리아의 귀족들에 의해 폐위, 베르망두아 백작 헤르베르트 2세에 의해 투옥되면서 국왕자리는 실질적으로 궐위가 되었다. 929년 독일의 하인리히 1세가 로타링기아를 점령하면서, 독일의 속국화되었다. 929년 하인리히 1세에 의해 최종 점령되면서 공국으로 격하되고 상, 하 로렌, 팔라틴 등으로 분할된다.

## 참고 자료
- Bartholomew, John,and Wakelyn Nightingale.  Monasteries and Patrons in the Gorze Reform: Lotharingia C.850-1000 (2001)
- Clark, Samuel. State and Status: The Rise of the State and Aristocratic Power in Western Europe (1995) pp 53-79 excerpt
- Timothy Reuter, ed. The New Cambridge Medieval History, III: c. 900–c. 1024, Cambridge: Cambridge University Press, 2005. excerpts

## 같이 보기
- 중프랑크 왕국